# Naajaat (Ilulissat)
Naajaat [naːˈjaːt] (nach alter Rechtschreibung Naujât) ist eine wüst gefallene grönländische Siedlung im Distrikt Ilulissat in der Avannaata Kommunia.

## Lage
Naajaat liegt im Süden einer Halbinsel am Nordufer des Torsukattak. Der nächstgelegene Ort ist Qeqertaq, das nur 6,5 km nordwestlich liegt.

## Geschichte
Naajaat wurde erst 1913 besiedelt und war zuvor wohl nie bewohnt. Der Ort gehörte zur Gemeinde Qeqertaq. 1915 hatte der Wohnplatz zwölf Einwohner, die in zwei Häusern lebten. Unter ihnen waren nur zwei Jäger. In der Volkszählung 1930 taucht der Wohnplatz nicht auf, woraus zu schließen ist, dass Naajaat während der 1920er Jahre aufgegeben wurde.